# Мадисон (округ, Миссисипи)
Округ Мадисон (англ. Madison County) — округ штата Миссисипи, США. Население округа на 2000 год составляло 74674 человек. Административный центр округа — город Кантон.

## История
Округ Мадисон основан в 1828 году.

## География
Округ занимает площадь 1862,2 км².

## Демография
Согласно переписи населения 2000 года, в округе Мадисон проживало 74674 человек (данные Бюро переписи населения США). Плотность населения составляла 40,1 человек на квадратный километр.